# 三和一博
三和 一博（みわ かずひろ、1932年〈昭和7年〉2月1日 - 2003年〈平成15年〉）は、日本の法学者・弁護士だった人物。専門は民法。兵庫県姫路市出身。指導教授は中島弘道。弟子に遠藤研一郎がいる。

## 人物
1954年中央大学法学部卒業。1956年同大学院法学研究科修士課程修了後、東洋大学法学部助手に就く。1957年同法学部専任講師。1964年同法学部助教授。1973年同法学部教授となる。1982年同大学院法学研究科教授。1989年中央大学法学部教授。1990年同大学院法学研究科教授。1994年中央大学法職講座運営委員会委員長（～2002年）。2002年中央大学定年退職。同名誉教授。2003年弁護士登録。
この他、東京地方裁判所民事調停委員（1986年～1990年）や、とげぬき生活館相談所館長（1987年～2003年）

## 主要著作
- 『演習ノート 民法総則・物権法』（編著 法学書院、1981年）
- 『要説 民法総則』（平井一雄との共著 蒼文社、1983年）
- 『物権法要説 (法学要説シリーズ)』 （平井一雄との共編 青林書院、1989年）
- 『民法総則要説 (法学要説シリーズ)』 （平井一雄との共編 青林書院、1990年）
- 『債権総論要説 (法学要説シリーズ）』 （平井一雄との共編 青林書院、1990年）
- 『債権各論要説 (法学要説シリーズ）』 （平井一雄との共編 青林書院、1991年）
- 『親族・相続法要説 (法学要説シリーズ）』 （中川高男、平井一雄との共編 青林書院、1991年）